# Planification en république populaire de Chine
 (décembre 2020).
 (octobre 2015).
Si vous disposez d'ouvrages ou d'articles de référence ou si vous connaissez des sites web de qualité traitant du thème abordé ici, merci de compléter l'article en donnant les références utiles à sa vérifiabilité et en les liant à la section « Notes et références ».
Les plans quinquennaux de la république populaire de Chine (en chinois simplifié 中国五年计划, en chinois traditionnel 中國五年計劃, en pinyin Zhōngguó Wǔnián Jìhuà, « plan quinquennal de la Chine ») sont une série d'initiatives de développement économique.
L'économie est définie par le Parti communiste chinois à travers les sessions plénières du Comité central du Parti communiste chinois et de l'Assemblée nationale populaire. Le parti joue un rôle majeur dans l'établissement des fondations et des principes du communisme à la chinoise, en planifiant des stratégies pour le développement économique, en mettant en place des objectifs de croissance et en lançant des réformes.
La planification est la caractéristique clef des économies communistes centralisées, et un plan établi pour le pays tout entier comporte normalement des consignes de développement économique détaillées pour toutes les régions. Afin de refléter plus précisément la transition de la Chine depuis une économie planifiée de type soviétique vers une économie socialiste de marché (socialisme à la chinoise), le nom du onzième plan quinquennal a d'ailleurs été changé en « guide » (en chinois simplifié 规划, en pinyin guīhuà) au lieu de « plan » (en chinois simplifié 计划, en pinyin jìhuà).

## Premier plan quinquennal 1953–1957
Après avoir restauré une base économique viable, Mao Zedong, Zhou Enlai et d'autres vétérans de la révolution étaient prêts à se lancer dans un programme intensif de croissance industrielle et de mise en place du socialisme. Dans ce but, l'administration a adopté le modèle économique Soviétique, basé sur la propriété publique dans le secteur moderne, les grandes exploitations agricoles et la planification économique centralisée. L'approche soviétique du développement économique s'est manifestée dans le Premier Plan Quinquennal (1953–57). Les tâches clefs mises en valeur dans le plan étaient : concentrer les efforts sur la construction de 694 projets industriels de taille moyenne ou grande, dont 156 avec l'aide de l'Union soviétique, afin de couler les fondations pour l'industrialisation socialiste de la Chine ; développer les coopératives de producteurs agricoles afin d'aider à la transformation socialiste de l'agriculture et de l'artisanat ; mettre l'industrie et le commerce capitaliste sur la piste du capitalisme d'état afin de faciliter la transformation socialiste de l'industrie et du commerce privés.
Ces tâches n'ont pas été conduites avec succès à cette période. La part dans le revenu national de la production conjointe des sociétés publiques, privées et mixtes a chuté de 21,3 % en 1952 à 8,3 % en 1957. L'investissement cumulé de capitaux dans la construction a atteint 55 milliards de yuans et le gain en valeurs immobilières (Bâtiments et Équipements) a atteint 46,05 milliards de yuans, 1,9 fois plus qu'à la fin de l'année 1952. Environ 595 projets de taille moyenne et grande ont été terminés et sont entrés en production, définissant l'architecture de l'industrie chinoise. La production industrielle brute a augmenté de 128,6 % durant ce plan quinquennal.
La production totale d'acier durant cette période a atteint 16,56 millions de tonnes, 2,18 fois plus que la production cumulée de 1900 à 1948 qui était de 7,6 millions de tonnes. La production de charbon a atteint 131 millions de tonnes en 1957, en augmentation de 98 % sur la période. La valeur de la production brute de l'industrie et de l'agriculture est passée de 30 % à 56,5 % en 1957, tandis que celle de l'industrie lourde est passée de 26,4 % à 48,4 %. En 1957, la production de céréales a atteint 195 millions de tonnes et celle de coton 1,64 million de tonnes, dépassant dans les deux cas les objectifs du plan. Le principal problème de ce plan était l'incapacité pour la production agricole de tenir le rythme de la production industrielle. Le plan voyait dans les faits que les moyens de production comptent pour 60 % de la production industrielle et que celle-ci compte pour 70 % de la production industrielle et agricole cumulée comme indicateur de modernisation industrielle, ce qui ignorait les problématiques purement agricoles. Les investissements de capitaux dans la construction ont atteint 14,735 milliards de yuans en 1956, en hausse de 70 % sur un an. Les dépenses fiscales sous la forme de prêts à la construction d'infrastructures sont passées de 30,2 % en 1955 à 48 % du budget de l'État, le mettant sous pression.
Comme dans l'économie soviétique, l'objectif principal était un taux de croissance élevé, avec un accent particulier mis sur le développement industriel au détriment de l'agriculture et en particulier une concentration sur l'industrie lourde et des technologies très consommatrice de capitaux. Les planificateurs soviétiques ont aidé leurs camarades chinois à élaborer le plan. Un grand nombre d'ingénieurs, de techniciens et de scientifiques soviétiques ont assisté le développement et l'installation de nouvelles capacités de production dans l'industrie lourde, dont des usines et équipements intégralement achetés à l'Union soviétique. Le contrôle du gouvernement sur l'industrie a été augmenté durant cette période par des pressions financières et des encouragements destinés à convaincre les propriétaires d'entreprises privées modernes à les vendre à l'État ou à les convertir en entreprises mixtes publiques/privées sous contrôle de l'État.
En 1956, environ 67,5 % des entreprises industrielles modernes étaient contrôlées par l'État et 32,5 % mixtes, il n'y avait plus une seule entreprise privée. Durant la même période, les industries artisanales ont été regroupées en coopératives, qui employaient 91,7 % des artisans en 1956. L'agriculture est également passée par des changements organisationnels étendus. Afin de faciliter la mobilisation des ressources agricoles, d'améliorer l'efficacité des fermes et d'augmenter l'accès du gouvernement aux produits agricoles, les autorités ont encouragé les agriculteurs à organiser des unités collectives de plus en plus larges et socialistes. En partant de petites équipes faiblement structurées, les villages ont dû d'abord créer des coopératives d'agriculteurs, dans lesquelles les familles recevaient toujours une partie variable de revenus en fonction de la quantité de terres qu'elles avaient apportée, pour ensuite créer des coopératives ou organisations plus avancées. Dans les coopératives agricoles, la part de revenu n'était plus basée que sur le travail contributif. En supplément, chaque famille avait l'autorisation de garder une petite portion privée sur laquelle elle pouvait cultiver des légumes, des fruits et du bétail pour sa consommation personnelle. Le processus de collectivisation a commencé lentement mais s'est accéléré en 1955 et 1956. En 1957, 93,5 % des foyers agricoles avaient rejoint des coopératives de producteurs avancées.
En termes de croissance économique, le Premier Plan Quinquennal était plutôt une réussite, en particulier dans les secteurs que la stratégie de développement à la Soviétique mettait le plus en avant. Des bases solide ont été créées dans l'industrie lourde. Les industries clefs, dont la fabrication de fer et d'acier, les mines de charbon, la production de ciment, la génération d'électricité et l'assemblage de machines avaient été fortement agrandies et constituées sur une base technologique moderne et stable. Des milliers d'entreprises minières et industrielles ont été établies, dont 156 sites majeurs. La production industrielle a augmenté en moyenne annuelle de 19 % entre 1952 et 1957 et le produit national de 9 % en rythme annuel. Malgré le manque d'investissement de l'État dans l'agriculture, la production du secteur a augmenté substantiellement, de 4 % par an en moyenne. Cette croissance résulte principalement de gains d'efficacité apportés par la réorganisation et la coopération dus à la collectivisation. Au fur et à mesure de l'avancement du Premier Plan Quinquennal, l'inquiétude des dirigeants chinois a crû en raison de la performance relativement faible de l'agriculture et de l'incapacité des entreprises commerciales chinoises à augmenter significativement la quantité de céréales produites dans les zones rurales pour la consommation des centres urbains.

## Second plan quinquennal (1958–1962)
Ce plan a été créé pour accomplir de nombreuses tâches, en particulier :
- étendre l'industrie lourde en Chine
- renforcer la cause du socialisme en transférant davantage de propriétés au secteur public
- encourager la croissance économique de la Chine à travers l'industrie, l'agriculture, l'artisanat, le transport et le commerce
- cultiver le développement scientifique et culturel des Chinois
- renforcer la défense nationale
- améliorer les conditions de vie en Chine

Le bureau politique du Parti Communiste Chinois a déterminé que la production de produits agricoles devrait augmenter de 270 % ; en réalité, le gain a été considérablement plus modeste, de l'ordre de 35 %. Toutefois, le plan a eu du succès dans certains domaines. Le pays a connu une augmentation plus forte de la construction par rapport à celle observée lors du Premier Plan Quinquennal et a aussi connu de grands progrès dans l'industrie (doublement de la production) et les revenus (des travailleurs et agriculteurs, augmentation de l'ordre de 30 %). Toutefois, le Grand Bond en avant, qui a déplacé des millions de travailleurs agricoles dans l'industrie et la campagne des quatre nuisibles, qui a entraîné une prolifération des criquets, a causé une énorme baisse de la production de nourriture. Simultanément, les responsables locaux ruraux, sous une pression gigantesque pour atteindre leurs quotas, ont grandement sur-déclaré la quantité de céréales disponible. De fait, la majorité a été allouée aux zones urbaines voire exportée, alors que 20 millions de paysans sont morts de faim.

## Troisième plan quinquennal (1966–1970)
La recherche et l'étude des éléments de ce Plan ont commencé au début de l'année 1964. Le Plan contenait deux parties détaillées : la première était l'ébauche préliminaire de Plan pour le Troisième Plan Quinquennal (1966-1970) proposée par la Commission pour la Planification d'État et acceptée par la Réunion de Travail du Gouvernement Central en mai 1964 ; la seconde était le Sommaire du Rapport sur l'Organisation du Troisième Plan Quinquennal, rédigée par la même commission et acceptée par le gouvernement central en septembre 1965.
Le Plan définissait les tâches suivantes :
- N'économiser aucun effort pour développer l'agriculture, résoudre les problèmes d'alimentation, d'habillement et les autres besoins basiques de la population ;
- Renforcer la défense nationale et s'efforcer d'effectuer des progrès technologique ;
- Afin d'aider l'agriculture et de renforcer la défense nationale, améliorer l'infrastructure, continuer à améliorer la qualité de la production, augmenter la variété et la quantité des productions, afin de bâtir une économie auto-suffisante, et de développer le transport, le commerce, la culture, l'éducation et la recherche scientifique.

Le plan appelait aussi à prioriser la défense nationale au regard d'une possible guerre majeure, se préparer activement aux conflits et accélérer la construction dans trois domaines clefs : la défense nationale, les sciences et technologies et les infrastructures industrielles et de transport. Les productions de nouveaux produits étaient de : 68,06 millions de tonnes de charbon ; 8 604 millions de kilowatts d'électricité ; 27,77 millions de tonnes de pétrole ; 6,527 millions de tonnes d'acier ; 35,901 millions de tonnes de minerai de fer ; 2,444 millions de tonnes d'ammonium synthétique ; 2,0416 millions de tonnes d'engrais ; 15,33 millions de tonnes de ciment ; 187 000 tonnes de plastique ; 3,22 millions de tonnes de bobines de coton ; 12,300 tonnes de fibres chimiques ; 3 894 kilomètres de nouvelles voies ferrées et 31 223 kilomètres de nouvelles autoroutes mises en service ; plus de 11,91 millions de tonnes de capacités portuaires. D'après le Sommaire du Rapport, tous les indicateurs économiques majeurs ont été atteints conformément au plan. La production de industrielle et agricole a même dépassé l'objectif de 14,1 % ; la valeur de la production agricole brute l'excédant de 2,2 % et celle de l'industrie de 21,1 %. Selon le Portail Officiel du Gouvernement Chinois, la concentration sur l'accumulation et le développement rapide, dans ce plan et ses prédécesseurs, a handicapé le développement économique à long terme.

## Quatrième plan quinquennal (1971–1975)
Une première ébauche du plan a été développée et acceptée en septembre 1970 lors de la Deuxième Session Plénière du 9e Comité Central du Parti Communiste. Il est défini ainsi : afin de s'assurer que le taux de croissance moyenne de la production industrielle et agricole atteigne 12,5 %, 130 milliards de yuans seront budgétisés pour la construction d'infrastructures durant les cinq prochaines années ; la production de céréales devrait atteindre 300 à 325 millions de tonnes, celle de coton 3,90 millions de tonnes, celle d'acier entre 35 et 40 millions de tonnes, celle de charbon entre 400 et 430 millions de tonnes, celle d'électricité entre 200 et 220 térawatts-heures et celle du fret ferroviaire entre 900 millions et un milliard de tonnes. En juillet 1973, la Commission pour la Planification d'État a amendé l'ébauche, en abaissant certaines des cibles initialement mises en place. L'objectif de production d'acier a été réduit à 32 à 35 millions de tonnes, avant d'être plus tard abaissé de nouveau à 30 millions. L'économie nationale a pris un tournant favorable en 1972 et 1973 ; cette année-là, tous les objectifs basés sur les indicateurs économiques majeurs ont été atteints ou dépassés, ce qui en faisait l'année où la croissance économique fut la plus rapide.

## Cinquième plan quinquennal (1976–1980)
Le gouvernement central a stipulé les Grandes Lignes du Plan Décennal pour le Développement de l’Économie Nationale (1976-1985) en 1975, et celui-ci incluait le Cinquième Plan Quinquennal. En mars 1978, ces Grandes Lignes du Plan Décennal ont été amendées, la version originale stipulait que d’ici 1985, les productions d’acier et de pétrole devraient atteindre respectivement 60 et 250 millions de tonnes, et que 120 projets d’envergure, dont 10 sites de production d’acier, neuf sites de métaux non ferreux, huit de charbon et dix champs pétroliers et gaziers devaient être construits. Pour atteindre ces objectifs, le gouvernement aurait dû investir 70 milliards de yuans en construction d’infrastructures, l’équivalent de l’investissement total des 28 années précédentes. Cette cible était impossible à atteindre et était à contre-courant des règles de développement économique. Le Plan donnait des suggestions pour mettre en place un système industriel et un système économique national indépendant et relativement complet de 1978 à 1980.
Avec la mise en application du Plan, un succès considérable a été atteint. En 1977, le produit brut de l’industrie et de l’agriculture avait atteint 505,5 milliards de yuans, 4,4 % de plus que l’objectif et en augmentation de 10,4 % par rapport à l’année précédente. Le Produit National Brut atteint 301 milliards de yuans en 1978, en augmentation de 12,3 % par rapport à 1977, et de 19,4 % par rapport à 1976. Toutefois durant cette période, la Chine a développé trop rapidement son économie, et les objectifs très élevés mis en place ont provoqué une nouvelle série d’erreurs. En décembre 1978, la Troisième Session Plénière du 11e Comité Central du Parti Communiste a déplacé la priorité du Parti Communiste vers la modernisation. La session a mis l’accent sur le fait que le développement doive suivre les règles économiques et a proposé des mesures de réajustements et de réformes, qui indiquaient que le développement économique national entrait dans une nouvelle phase, de recherche et de développement. En avril 1979, le gouvernement a formellement mis en avant de nouveaux principes de réajustements, de réformes, de rectifications et d’améliorations.

## Sixième plan quinquennal (1981–1985)
Il a fallu un certain temps pour rédiger ce Plan. Il était en premier lieu défini à l’intérieur du Plan Décennal pour le Développement de l’Économie Nationale (1976-1985). En février 1980, le Conseil d’État a décidé de refondre les plans à moyen et long terme du pays. Il a organisé un séminaire pour discuter de la compilation du Sixième Plan Quinquennal. Dans ce but, la Commission pour la Planification d’État et les organes concernés ont aussi effectué recherches et travaux de calculs, et ont organisé les experts des domaines en question afin qu’ils conduisent des études scientifiques. La réunion de planification nationale de 1982 était encore principalement axée sur la rédaction du Plan. Ce n’est qu’en décembre de cette année que la cinquième réunion de l'Assemblée nationale populaire a officiellement ratifié le plan. C’était un plan plus complet que ses prédécesseurs puisqu’il ajustait et définissait le développement économique national sur des bases plus saines et une route plus stable.
Les objectifs généraux du Plan étaient les suivants :
- continuer à poursuivre le principe « ajustements, réformes, rectifications et améliorations »
- lutter davantage contre les différents défis du développement économique et surmonter la situation fiscale ainsi que définir des bases solides pour le développement de l’économie nationale et de la société chinoise durant la période de planification suivante.

Les objectifs spécifiques incluaient :
- Atteindre un taux de croissance annuel de 5 % pour les produits industriels et agricoles.
- Conserver l’offre et la qualité des produits de consommation en ligne avec la croissance du pouvoir d’achat et les changements de la structure de consommation, en maintenant des prix stables.
- Lutter vigoureusement contre la surconsommation de matières premières, en particulier dans le domaine de l'énergie, et maintenir une production adéquate par rapport à la disponibilité des ressources.
- Encourager et mettre en place une mise à niveau des technologies industrielles, en faisant de l’économie d’énergie une priorité, et réunir le capital nécessaire au renforcement de la construction des projets clefs en matière d’énergie et de communication, en préparation du septième plan quinquennal.
- Rassembler les recherches scientifiques et technologiques du pays pour promouvoir l’application des nouvelles technologies et développer énergiquement l’éducation, les sciences et la culture pour accélérer la construction d’une civilisation matérielle et idéologique.
- Renforcer la construction de l’industrie de défense nationale et améliorer les forces de la Défense Nationale.
- Renforcer la production et améliorer l’efficacité économique afin d’augmenter les sources de revenus du gouvernement, afin de pouvoir graduellement augmenter les dépenses de construction économique et culturelle, et de sécuriser un équilibre entre les ressources fiscales, les dépenses et les prêts.
- Développer énergiquement le commerce, utiliser efficacement les capitaux étrangers et introduire activement les technologies avancées qui rejoignent les besoins domestiques.
- Afin de contrôler strictement la croissance de la population, mettre en place des procédures d’emploi appropriées pour les travailleurs des villes et améliorer continuellement le confort matériel et la vie culturelle des citoyens à la fois dans les zones urbaines et rurales en fonction de la croissance de la production et de son efficacité.
- Renforcer les efforts de Protection de l'environnement

Le Plan est parvenu à accomplir de grands progrès. Tout d’abord, l’économie nationale dans son ensemble a conservé une croissance stable. Le taux de croissance annuel moyen du produit agricole et industriel fut de 11 %. En 1985, le Produit National Brut atteint 778 milliards de yuans, soit un taux de croissance annuel de 10 % hors inflation depuis 1980. Un second lieu, la production de matières premières a augmenté de manière impressionnante. Par rapport à 1980, la production a augmenté en 1985 de 26,1 % pour l’acier, 37,1 % pour le charbon, 35,8 % pour l’électricité, 17,9 % pour le pétrole brut, 92,8 % pour le coton, avec une croissance annuelle de 21,4 % pour les céréales. Troisièmement, des progrès furent effectués dans la construction d’infrastructures et la mise à niveau technologique. Les investissements totaux en biens immobiliers pour les entreprises publiques ont atteint 530 milliards de yuans. 496 projets de taille moyenne et grande furent construits et mis en production, et 200 000 autres projets furent transformés et mis à niveau.
Quatrièmement, la situation fiscale s’est améliorée graduellement année après année. Les ressources fiscales ont crû de 15,9 milliards de yuans chaque année en moyenne, soit une croissance de 12 % par an, permettant de trouver un équilibre entre les ressources et les dépenses fiscales. Cinquièmement, le commerce international et l’échange de technologies sont entrés dans une nouvelle ère. En volume exporté, la Chine est passée de la 28e place en 1980 à la 10e en 1984.
Dans les réalisations moins glorieuses, on peut noter un ratio disproportionné en faveur des biens immobiliers. De plus, les volumes de consommation ont augmenté trop rapidement, et les ressources fiscales se sont avérées trop élevées. Ces facteurs ont eu un impact négatif sur la stabilité de la croissance du pays.

## Septième plan quinquennal (1986–1990)
En mars 1986, le Conseil d’État a soumis « Le Septième Plan Quinquennal pour le développement de l’économie nationale et de la société de la république populaire de Chine, 1986-1990 » à la Quatrième Session de la Sixième Assemblée nationale populaire pour revue et ratification. Ce fut la première fois dans l’histoire de la Chine qu’un plan complet pour le développement économique et social fut créé au début d’une nouvelle période quinquennale.
Les principes et directives fondamentales de ce Septième Plan Quinquennal étaient les suivants :
- Faire de la réforme la priorité numéro un et coordonner le développement économique avec les réformes.
- Maintenir un équilibre global entre l’offre et la demande de la société chinoise, et entre le budget, le crédit et les ressources du pays.
- Pour améliorer l’efficacité économique, en particulier la qualité des produits, gérer correctement les relations entre efficacité et taux de croissance, et entre qualité et quantité.
- Pour s’adapter à la structure changeante des attentes de la société et à celle de la modernisation économique, ajuster davantage la structure industrielle.
- Réguler les investissements en biens immobiliers, réajuster la structure d’investissement et accélérer la construction des industries de l’énergie, des communications, télécommunications et des matières premières.
- Déplacer la priorité, de la construction vers la mise à niveau technologique, la réforme et l’agrandissement des entreprises existantes.
- Pousser le développement des sciences et de l’éducation.
- Pour s’ouvrir davantage au monde extérieur, combiner la croissance économique domestique avec l’extension des échanges économiques et technologiques internationaux.
- Améliorer davantage la vie culturelle et matérielle de tous les Chinois.
- Développer énergiquement la construction d’une civilisation idéologiquement socialiste tout en construisant une civilisation matérialiste.
- Conserver l’esprit de lutte ardue, de labeur et d’épargne.

Les objectifs spécifiques de développement économique définis dans le plan furent :
- augmenter le produit industriel et agricole brut du pays de 38 % en cinq ans, soit un taux de croissance annuel moyen de 6,7 %, dont 4 % pour l’agriculture et 7,5 % pour l’industrie
- augmenter le produit national brut de 44 % pendant la même période, soit un taux annuel moyen de 7,5 %. Les objectifs de production à atteindre en 1990 pour les produits industriels et agricoles majeurs étaient : entre 425 et 450 millions de tonnes de céréales, 4,25 millions de tonnes de coton, 550 térawatts heures d’électricité, 1 milliard de tonnes de charbon brut, 150 millions de tonnes de pétrole brut et entre 55 et 58 millions de tonnes d’acier. Le volume de fret était fixé à 9,4 milliards de tonnes.
- L’investissement en biens immobiliers était fixé à 1,296 milliard de yuans, avec une estimation de croissance de 600 milliards de yuans de ceux-ci.
- Augmenter le volume d’importations et d’exportations de 35 % en cinq ans, tout en augmentant l’échelle des investissements étrangers et des échanges technologiques.
- De nouveaux objectifs furent mis en place pour augmenter la consommation des résidents urbains et ruraux de 5 % par an, tout en gardant un équilibre entre le budget national, le crédit, les ressources et le taux de change du yuan.
- En matière d’éducation, populariser graduellement et mettre en application les neuf années d’éducation obligatoire, et former cinq millions de professionnels, deux fois plus que lors de la période de planification précédente.

## Huitième plan quinquennal (1991–1995)
En mars 1991, la Quatrième Session de la Septième Assemblée nationale populaire approuva le Rapport du Conseil d’État intitulé « Le Plan Décennal pour l’Économie Nationale et le Développement de la Société et le Huitième Plan Quinquennal ». Sous la houlette de Deng Xiaoping, ce plan marque le début d’une nouvelle ère du développement de la Chine. L’économie nationale a maintenu sa croissance durant cette période. Le Produit National Brut atteint 5 760 milliards yuans en 1995, 4,3 fois plus qu’en 1980. Les productions de charbon, ciment, télévisions, nourriture, coton et robes en coton ont atteint la première place mondiale, l’acier et les fibres chimiques la seconde, et la production d’électricité la troisième.
L’économie chinoise a crû de 11 % par an en moyenne, 4 points de pourcentage de plus que lors du Septième Plan Quinquennal. L’investissement en biens immobiliers durant cette époque atteint 3 890 milliards de yuans, en croissance annuelle de 17,9 %, 13,6 points de pourcentage de plus que lors de la période précédente. Parmi ceux-ci, les investissements dans les entités publiques ont crû de 22,9 % par an, beaucoup plus que le précédent taux de 4,1 %. 845 projets d’infrastructure de taille moyenne et grande furent terminés et mis en production, ainsi que 347 projets d’innovation technique. En termes d’infrastructure de transport, 5 800 kilomètres de voies ferrées de fret, 3 400 kilomètres de voies doubles et 2 600 kilomètres de voies électrifiées furent construits. 105 000 kilomètres de route ont été ajoutés au réseau chinois, dont 1 600 kilomètres d’autoroutes. Le débit des ports a augmenté de 138 millions de tonnes et 12 nouveaux aéroports furent construits. 100 000 kilomètres de câbles électriques à longue distance furent installés, et le nombre de tableaux de commutateurs téléphoniques a atteint 58,95 millions d’appareils. La capacité totale de génération électrique installée a atteint 75 gigawatts et la production annuelle a augmenté de 9 %. La production de l’industrie primaire a augmenté à un rythme annuel de 4,1 %, le taux pour l’industrie secondaire fut de 17,3 % et de 9,5 % pour le tertiaire. La répartition entre les trois secteurs étaient de 20,3 %, 47,7 % et 32,0 % en 1995 ; contre 28,4 %, 43,1 % et 28,5 % en 1985 et 27,1 %, 41,6 % et 31,3 % en 1990.
Des réalisations ont aussi été effectuées dans la réforme du système économique. Le nouveau système financier comprenant une décentralisation des politiques d’imposition et un nouveau système de taxes où la taxe sur la valeur ajoutée était prépondérante fut mis en place. La finance gouvernementale et la finance commerciale furent graduellement séparées. Un système de régulation macro-économique a émergé et le marché a commencé à jouer un rôle majeur dans l’allocation des ressources. On pouvait aussi voir émerger la domination du secteur public. Plus de 1 100 villes furent ouvertes au monde extérieur, et 13 zones sous douane et beaucoup d’autres zones de développement économique furent mises en place. Le commerce international s’est développé à un rythme incroyable avec un volume commercial total atteignant 1014,5 milliards de dollars, en croissance annuelle de 19,5 %, bien plus que les taux de 12,8 % et 10,6 % durant les Sixième et Septième Périodes Quinquennales. La valeur des exportations annuelles a atteint 100 milliards de yuans, soit 3 % des échanges de marchandises au niveau mondial.
En volume commercial importé et exporté, la Chine s'est classée 11e mondiale en 1995. Les réserves de change ont atteint 73,6 milliards de dollars, 5,6 fois plus qu’au début de la période. Des avancées majeures furent aussi atteintes pour le niveau de vie des Chinois. Le revenu par habitant a atteint 1578 yuans. Les ventes de détails ont atteint 6 727 milliards de yuans, soit une croissance annuelle de 10,6 % à comparer aux 3,3 % durant le Septième Quinquennat. Les sommes déposées sur les comptes d’épargne dans les zones urbaines et rurales ont atteint 3 000 milliards de yuans en 1995, le triple des dépôts de 1990. La surface des nouveaux logements bâtis dans les zones urbaines et rurales a atteint 4,3 milliards de mètres carrés. À la fin de 1994, les résidents ruraux disposaient de 20,5 m² par habitant, contre 7,7 m² pour les urbains. La Chine a enregistré une augmentation de 50 millions d’ouvriers, dont 37,4 millions dans les zones urbaines. La population sous le seuil de pauvreté chinois a baissé de 85 millions à la fin des années 1980 à 65 millions en 1995. Le contrôle de la population fut atteint durant cette période, avec un taux de croissance baissant de 14,39 ‰ en 1990 à 10,55 ‰ en 1995. Les taux de couverture de la radio et de la télévision ont respectivement atteint 78,7 % et 84,8 %, respectivement 4 et 5 % de plus qu’en 1990.

## Neuvième plan quinquennal (1996–2000)
La cinquième saison plénière du 14e comité central du Parti communiste chinois a adopté la proposition de neuvième plan quinquennal pour le développement de l’économie nationale et de la société et les objectifs à long terme pour l’an 2010 le 28 septembre 1995. Ce fut le premier plan à moyen terme fait dans une économie de marché socialiste et une stratégie de développement à cheval sur deux siècles. Les tâches basiques stipulées sur le plan étaient : compléter la deuxième phase de modernisation, limiter la croissance de la population à 300 millions d’ici 2000, quadrupler le produit national brut par habitant par rapport à 1980, éliminer la pauvreté et accélérer l’établissement d’un système d’entreprenariat moderne. Les objectifs à long terme pour l’an 2010 étaient : doubler le produit national brut de l’an 2000 et continuer à bâtir un système d’économie de marché socialiste.

## Dixième plan quinquennal (2001–2005)
Les objectifs simplifiés du 10e Plan étaient :
- Parvenir à un taux de croissance annuel moyen d’environ 7 %.
- Atteindre un Produit Intérieur Brut de 12 500 milliards de yuans d’ici 2005, calculé à partir des prix de l’an 2000 et un PIB par habitant de 9 400 yuans.
- Augmenter le nombre d’employés en zone urbaine et le nombre d’ouvriers agricoles migrant en ville de 40 millions pour chaque catégorie, en contrôlant ainsi le taux de chômage urbain à environ 5 %.
- Conserver des prix stables, et maintenir l’équilibre entre les recettes et dépenses à l’international. Optimiser et mettre à niveau la structure industrielle, et renforcer la compétitivité internationale de la Chine.
- Répartir la croissance du PIB de la manière suivante : 13 % pour l’industrie primaire, 51 % pour le secondaire et 36 % pour le tertiaire. Obtenir la répartition suivante pour les emplois du pays : primaire 44 %, secondaire 23 % et tertiaire 33 %.
- Améliorer l’intégration des technologies de l’information dans l’économie nationale et la société.
- Lancer l’exploitation de davantage d’infrastructures.
- Contrôler de manière effective les disparités de développement entre les régions, et augmenter le niveau d’urbanisation.
- Augmenter les dépenses de recherche et développement à plus de 1,5 % du PIB, et renforcer les capacités d’innovations scientifiques et technologiques, permettant d’accélérer le progrès technologique.
- Augmenter le taux d’élèves inscrits au collège, au lycée et à l’université à respectivement 90 %, 60 % et 15 % de la population.
- Réduire le taux de croissance naturelle de la population à moins de 9 pour mille, et limiter la population à un maximum de 1,33 milliard en 2005.

Sur le front environnemental, augmenter la surface de forêts à 18,2 % du territoire, et celle des espaces verts en ville à 35 %. La quantité totale de polluants urbains et ruraux majeurs devra être réduite de 10 % par rapport à l’an 2000, et d’autres mesures seront prises pour protéger et sauvegarder les ressources naturelles. Le Plan prévoit aussi d’augmenter le taux de croissance des revenus disponibles des résidents urbains et celui des revenus nets des résidents ruraux de 5 %. De plus, des objectifs ont été mis en place pour augmenter l’espace disponible par habitant à 22 mètres carrés en ville d’ici 2005, et d’installer la télévision câblée dans 40 % des foyers chinois. Un autre objectif clef était d’améliorer les services médicaux et de santé à la fois dans les zones urbaines et rurales, ainsi que d’enrichir la vie culturelle des habitants, et d’améliorer la moralité et la sécurité dans la société chinoise.

## Onzième guide quinquennal (2006–2010)
Selon l’ébauche de guide soumise à la session de l'Assemblée nationale populaire de 2006 :
Croissance économique
- Le PIB doit croître de 7,5 % par an de 18 200 milliards de yuans en 2005 à 26 100 milliards de yuans en 2010.
- Le PIB par habitant doit croître de 6,6 % par an de 13 985 yuans en 2005 à 19 270 yuans en 2010

Structure économique
- La part des services dans le PIB doit croître de 40,3 % en 2005 à 43,3 % en 2010.
- La part des services dans l’emploi doit croître de 31,3 % à 35,3 % en 2010.
- La part des dépenses de recherche et développement dans le PIB doit croître de 1,3 % en 2005 à 2 % en 2010.
- Le taux d’urbanisation doit croître de 43 % en 2005 à 47 % en 2010.

Population, ressources, environnement
- La population doit passer de 1,307 milliard d’habitants en 2005 à 1,360 milliard en 2010.
- La consommation d’énergie par yuan de produit intérieur brut doit baisser de 20 % en cinq ans
- La consommation d’eau par unité de valeur ajoutée industrielle doit baisser de 30 % en cinq ans
- Le coefficient d’efficacité de l’eau utilisée pour l’irrigation doit passer de 0,45 % en 2005 à 0,5 % en 2010
- Le taux d’utilisation responsable des déchets industriels solides doit passer de 55,8 % en 2005 à 60 % en 2010
- La surface cultivée doit baisser de 122 millions d’hectares en 2005 à 120 millions en 2010
- Le rejet total de polluants majeurs doit baisser de 10 % en cinq ans
- La couverture forestière doit passer de 18,2 % en 2005 à 20 % en 2010.

Service public, vie des citoyens
- Durée d’éducation moyenne par élève en hausse de 8,5 ans en 2005 à 9 ans en 2010
- Couverture du système de retraite urbain en hausse de 174 millions de personnes en 2005 à 223 millions en 2010
- Couverture du nouveau système de couverture médicale coopératif rural en hausse de 23,5 % en 2005 à plus de 80 % de la population rurale en 2010
- 45 millions de nouveaux emplois créés pour les résidents urbains
- 45 millions de travailleurs agricoles transférés vers les secteurs non agricoles en cinq ans
- Taux de chômage urbain limité à 5 % en 2010 contre 4,2 % en 2005
- Revenus disponibles par habitant en hausse de 5 % par an pour les résidents urbains, de 10 493 yuans à 13 390 yuans en 2010
- Revenus nets par habitant en hausse de 5 % par an pour les résidents ruraux, de 3 255 yuans en 2005 à 4150 yuans en 2010.

La Région administrative spéciale de Hong Kong n’était traditionnellement pas mentionnée dans les plans-guides quinquennaux étant donné que sous la formule de Un pays, deux systèmes, le gouvernement central n’incorporait pas Hong Kong dans la planification administrative nationale. Pour la première fois néanmoins, la volonté de conserver le statut de Hong Kong comme un centre international et de renforcer la coopération est apparue. Toutefois, c’est davantage un geste symbolique dont le but est de clarifier la position du Gouvernement Central plutôt qu’une volonté de faire des plans détaillés à la place de Hong Kong,.

## Douzième guide quinquennal (2011–2015)
Le douzième plan quinquennal a été débattu à la mi-octobre 2010, lors de la cinquième session plénière du 17e Comité central du Parti communiste chinois, session qui vit la désignation de Xi Jinping comme vice-président de la Commission militaire centrale. Résultat de ces travaux, une proposition complète est soumise à l’approbation de l’Assemblée nationale populaire au cours de sa session annuelle, au premier trimestre 2011. Adopté le lundi 14 mars 2011, le plan a pour objectifs de lutter contre les inégalités grandissantes et de créer un environnement favorable à une croissance durable, en donnant la priorité à une distribution des richesses plus équitable, en augmentant la consommation domestique et en améliorant les infrastructures collectives et le système de protection sociale. Il est représentatif des efforts de la Chine pour rééquilibrer son économie, en déplaçant le curseur, de l’investissement sur le développement de la consommation domestique et une croissance urbaine et côtière, vers le développement rural des territoires intérieurs.
Il reprend également les objectifs du Onzième Plan quinquennal : améliorer la protection environnementale, accélérer le processus d’ouverture et de réformes et renforcer le rôle de Hong Kong en tant que centre financier international,,,.
Les principaux objectifs présentés par le Premier ministre Wen Jiabao devant l'Assemblée sont les suivants : dès 2011, atteindre une croissance du PIB d’environ 8 %, 7 % de croissance annuelle du revenu par habitant, affronter une situation extrêmement complexe pour le développement, mettre en place une politique monétaire prudente, intensifier la lutte contre la corruption, accélérer la restructuration économique ; d'ici à 2015, dépenser 2,2 % du PIB en recherche et développement, contenir la population sous la barre de 1,39 milliard d’habitants ; réajuster la distribution des revenus pour arrêter l’accroissement des disparités, infléchir fermement la hausse excessive du prix des logements, faire avancer une réforme des taux d'intérêt fondée sur le marché et mettre en place une nouvelle zone économique.
Parmi les points mis en avant dans le projet distribué aux médias avant l’ouverture de la quatrième session de la 11e Assemblée nationale populaire[réf. souhaitée] :
- la population doit être maintenue sous 1,39 milliard d’habitants ;
- le taux d’urbanisation doit atteindre 51,5 % ;
- le produit des industries stratégiques nouvelles doit atteindre 8 % du PIB ;
- les investissements étrangers sont les bienvenus dans l’agriculture moderne, les hautes technologies et les industries de protection de l’environnement ;
- les régions côtières ne doivent plus être l’usine du monde, mais des centres de recherche et développement, de production de haute technologie et de services ;
- L’énergie nucléaire doit être développée plus efficacement, à condition que la sécurité soit assurée ;
- La construction de barrages hydro-électriques doit être accélérée dans le sud-ouest de la Chine ;
- Le réseau ferré à grande vitesse doit atteindre 45 000 kilomètres ;
- Le réseau autoroutier doit atteindre 83 000 kilomètres ;
- Un nouvel aéroport doit être construit à Pékin ;
- 36 millions d’appartements abordables pour les foyers à faible revenu doivent être construits.

Le plan prévoit une augmentation du salaire minimum de 13 % par an en moyenne sur la période 2011-2015. Cette progression répond à deux objectifs : modérer les inégalités et dynamiser la demande intérieure en faisant émerger une classe moyenne.

## Treizième plan quinquennal (2016-2020)
Pour faire la promotion de son treizième plan quinquennal (chinois simplifié : 十三五 ; pinyin : shísānwǔ), le gouvernement de la république populaire de Chine a réalisé une vidéo promotionnelle humoristique en anglais qu'il a publiée sur internet,.
La Direction générale du Trésor (Ministère de l'Économie et des Finances (France)) a publié, en 2017, une synthèse sur le développement du commerce extérieur chinois, établie par le service économique régional de l'Ambassade de France en Chine.

## Quatorzième plan quinquennal (2021-2025)
Les propositions de la direction du PCC pour l'élaboration du 14e plan quinquennal ont été adoptées le 29 octobre 2020, par le 19e Comité central réuni en session plénière. Ont été définis les objectifs du développement économique et social pour la période 2021-2025, ainsi que des objectifs de long terme à l'horizon 2035,.